# Pristimantis subsigillatus
Pristimantis subsigillatus är en groddjursart som först beskrevs av George Albert Boulenger 1902.  Pristimantis subsigillatus ingår i släktet Pristimantis och familjen Strabomantidae. IUCN kategoriserar arten globalt som livskraftig. Inga underarter finns listade i Catalogue of Life.